# Antikglas
Antikglas wird im Zylinderblasverfahren hergestellt, welches um 1200 wohl zunächst in Frankreich und dann in England verwendet wurde. Erstmals erwähnt wird es in der schedula diversarum artium von Theophilus Presbyter.
Antikglas ist die heutige Bezeichnung für das nach historischen Verfahren mundgeblasene Glas, das vor allem in der Restaurierung und der Glaskunst verwendet wird.
Bei der Herstellung von Antikglas kann das flüssige Glas im Hafen (feuerfester Tiegel) eingefärbt und auf die gewünschte Farbgebung abgestimmt werden. Dabei wird der Farbton durch Zugabe von Eisen, Kupfer, Nickel und anderen Metallverbindungen bis hin zu Silber und Gold erreicht. Schon minimale Abweichungen bei dieser Zugabe verändern die Konsistenz und die Farbigkeit. Über 5000 verschiedene Farbtöne und Strukturen werden angeboten.
Wie Hohlglas wird Antikglas mit der handwerklichen Methode des Glasblasens hergestellt.  Das Ende eines oval geblasenen Ballons wird geöffnet und die Glasmacherpfeife abgeschlagen, um aus dem Ballon einen Zylinder zu bilden, der anschließend aufgeschnitten und zu einer Tafel geglättet werden kann.
Durch den Kontakt des heißen Glasballons mit der Form bilden sich auf der Oberfläche des Glases feine Streifen, die Hobel genannt werden. Bei der traditionellen Fertigung enthält das Glas zudem viele kleine Luftblasen. Die von ihnen gebildete Struktur nennt sich Bläselung.
Echt-Antikglas wird in einer Dicke von etwa 3 mm und in Größen von bis zu 60 × 90 cm gefertigt.
Es wird für Bleiglas- und Kirchenfenster verwendet und von Glaskünstlern zu Bildern und Kunstgegenständen verarbeitet.
Die UNESCO hat die Herstellung von Echt-Antik-Glas 2024 zum „Immateriellen Kulturerbe der Menschheit“ hinzugefügt.
Für sogenanntes Neu-Antikglas (als Produktbezeichnung auch: Restaurationsglas leicht) wird der Glasballon zu einem größeren Zylinder ausgezogen, indem er in einer Form oder in einer Grube entlang einer senkrechten Fläche geführt wird, um ihn in eine längliche Form zu bringen. So können Glasscheiben in Größen bis 90 × 105 cm hergestellt werden, die oft nur 2 mm dick sind und deren Struktur großflächiger wirkt und weniger Bewegung hat.
Zur Herstellung von Überfangglas werden eine oder mehrere dünne Schichten gefärbten Glases mit einem transparenten oder eingefärbten Trägerglas überfangen, was ein besonders feines Lichtspiel ergibt und künstlerische Möglichkeiten zur farblichen Gestaltung eröffnet.
Im Gegensatz zu Antikglas wird Kathedralglas flach gegossen oder gewalzt und erhält seine Oberflächenstruktur durch Prägung oder besondere thermische Behandlung.